# Societe Fonciere Lyonnaise
Societe Fonciere Lyonnaise SA или SFL («Лионская земельная компания») — французский оператор недвижимости, основные интересы которого сконцентрированы в секторе офисной и торговой недвижимости Парижа. Основанная в 1879 году, компания является старейшим девелопером страны. Штаб-квартира SFL расположена в VIII округе, на улице Вашингтона; акции котируются на Euronext.

## История
Компания основана в 1879 году банкиром Анри Жерменом, который ранее стоял у истоков Crédit Lyonnais. К концу XIX века SFL владела более чем 300 зданиями и почти 2 тыс. гектарами земли в Париже, на Лазурном берегу, в Бельгии и Италии. Компания сильно пострадала во время Первой мировой войны и в 1920—1939 годах была вынуждена продать свои активы вне Парижа.
В 1987 году мажоритарным акционером SFL становится Groupe Victoire, которую, в свою очередь, в 1994 году покупает британская страховая группа Commercial and General Union. В 1995 году SFL значительно увеличивает свой портфель недвижимости, купив бизнес-центр Le Louvre и торговый центр Louvre des antiquaires. В 1997 году долю в SFL покупает банк Société Générale, что позволяет компании увеличить капитал на 395 млн евро. В 1999 году SFL покупает концертный зал «Олимпия».
В 2000 году финансовым директором Societe Fonciere Lyonnaise становится Натали Палладичефф, в 2002 году пост генерального директора компании занимает Ив Мансьон. В 2004 году акции SFL начинают котироваться на фондовой бирже Euronext Paris.
В 2013 году SFL продала парижский люксовый отель Mandarin Oriental и два магазина на первом этаже здания за 290 млн евро гонконгскому холдингу Jardine Matheson. В 2018 году испанский оператор недвижимости Inmobiliaria Colonial (Барселона) увеличил свою долю в SFL до 80,75 % акций, а в июне 2021 года купил за 806 млн евро ещё почти 18 % акций, доведя свою долю до 98,3 %.

## Деятельность
Основные активы SFL сконцентрированы в Центральном деловом районе Парижа (VIII округ Парижа, а также прилегающие к нему участки I-го, II-го, IX-го, XVI-го и XVII-го округов). Компания сдаёт в аренду офисы и торговые помещения различным компаниям.
Крупнейшими активами являются офисные центры класса А и В, включая деловой комплекс на площади Эдуарда VII (54,6 тыс. м²), Washington Plaza (46,8 тыс. м²), Louvre Saint-Honoré (42 тыс. м²), Pasteur (39,6 тыс. м²), #Cloud.Paris (31,7 тыс. м²), Cezanne Saint-Honore (27,4 тыс. м²), Condorcet (24,9 тыс. м²), Biome (24,6 тыс. м²), Scope (22,7 тыс. м²), 103 Grenelle (17,2 тыс. м²), Haussmann Saint-Augustin (13,4 тыс. м²), 83 Marceau (9,7 тыс. м²), 131 Wagram (9 тыс. м²), 90 Champs-Élysées (8,8 тыс. м²) и 92 Champs-Élysées (7,2 тыс. м²). За пределами Парижа, в пригороде Нёйи-сюр-Сен, расположен бизнес-центр 176 Charles de Gaulle (6,9 тыс. м²).
Розничный портфель включает в себя торговый центр Galerie des Champs (6,4 тыс. м²), а также торговые помещения на первых этажах зданий, которые расположены на таких оживлённых магистралях, как улица Сент-Оноре, бульвар Капуцинок, бульвар Османа и Елисейские Поля.
По состоянию на 2023 год доходы от аренды Societe Fonciere Lyonnaise распределялись следующим образом: офисы и магазины (83,2 %); прочие объекты, включая гостиницы, парковки, жилье, кинотеатры и театры (16,8 %). Основными конкурентами SFL по стоимости активов были Unibail-Rodamco-Westfield (53,58 млрд евро), Covivio (25,03 млрд евро), Klépierre (20,09 млрд евро), Gecina (17,65 млрд евро) и Icade (11,6 млрд евро).